# 海克斯勒菲山
33°25′S 19°30′E / 33.417°S 19.500°E

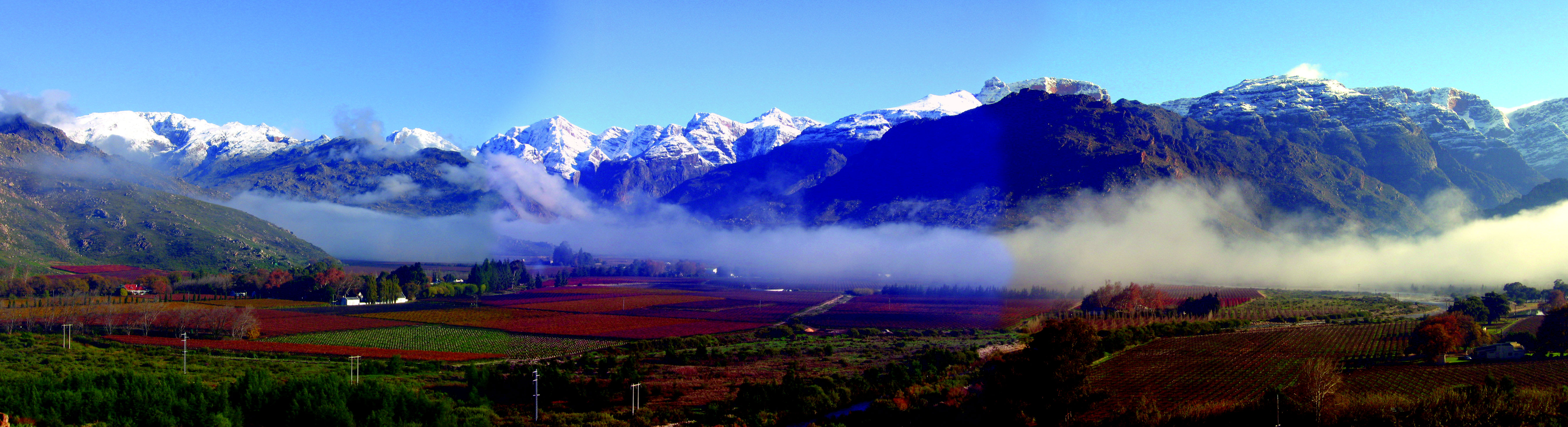

海克斯勒菲山是南非的山脈，位於該國南部西開普省，處於開普敦東北面120公里，最高點海拔高度2,249米，該山脈受地中海氣候影響。